# Сєріков Сергій Олександрович
Сергій Олександрович Сєріков (Сєриков) (1908, місто Харків — 30 липня 1978, місто Запоріжжя) — український радянський діяч, автомобілебудівник, генеральний директор виробничого об'єднання «Запорізький автомобільний завод «Комунар»».

## Біографія
Народився у родині робітника. Трудову діяльність розпочав у 1924 році учнем слюсаря механічної майстерні, працював розмітником Харківського паровозного заводу.
У 1935 році закінчив Харківський інженерно-економічний інститут.
У 1935—1956 роках — майстер, старший майстер, начальник цеху, головний інженер на підприємствах тракторобудування у Харкові, Барнаулі та Сталінграді.
Член ВКП(б) з 1944 року.
У 1956—1975 роках — головний інженер, директор Запорізького автомобільного заводу «Комунар».
У 1975—1978 р. — генеральний директор виробничого об'єднання «Запорізький автомобільний завод «Комунар»» Запорізької області.

## Нагороди
- два ордени Леніна
- орден Жовтневої Революції
- орден Вітчизняної війни 1-го ст.
- орден Червоної Зірки
- орден «Знак Пошани»
- медалі
- лауреат Державної премії Української РСР в галузі науки і техніки (1971)